# Presidents’ Trophy

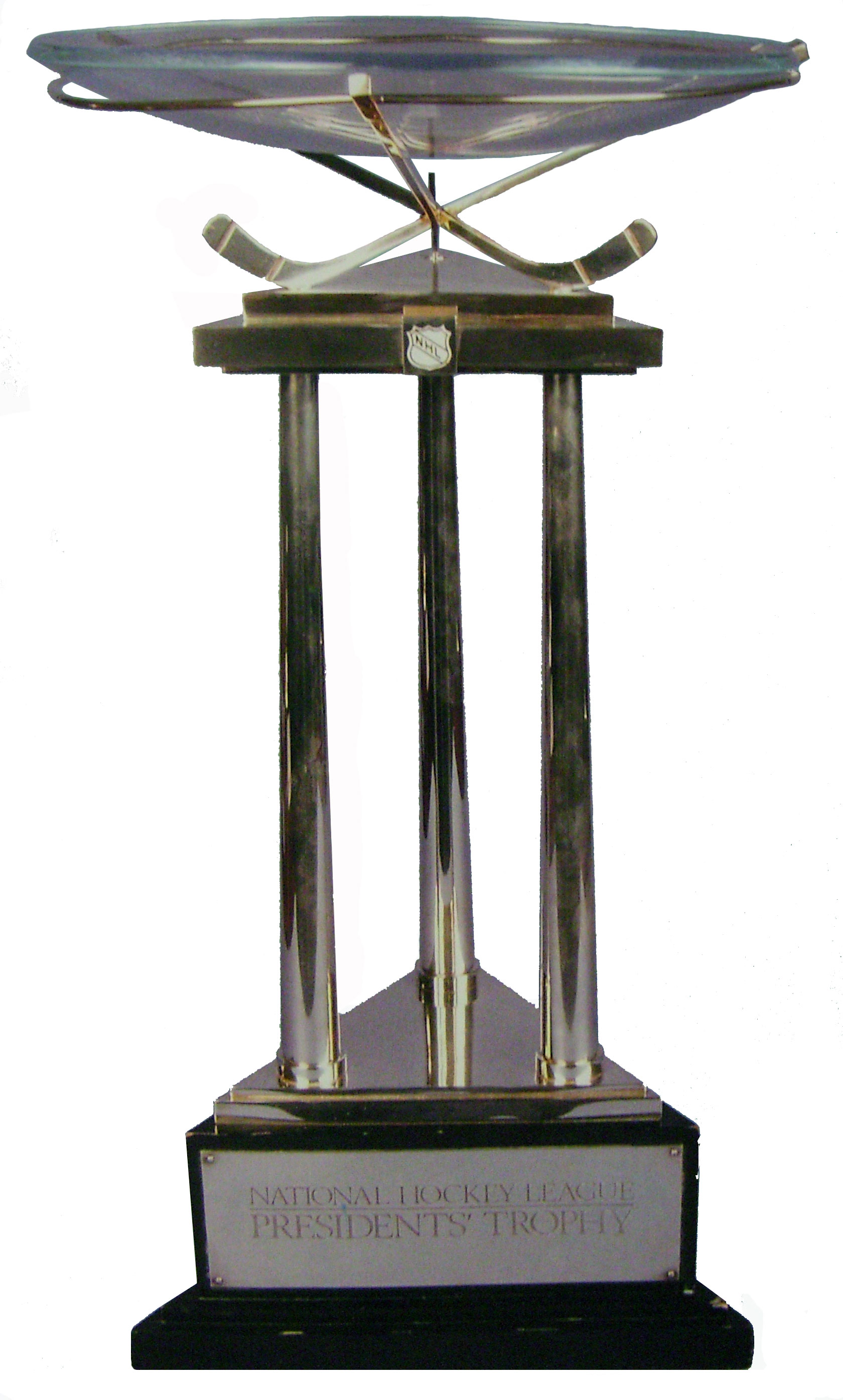
Die Presidents’ Trophy

Die Presidents’ Trophy ist eine Eishockey-Trophäe in der National Hockey League. Sie wird seit 1986 jährlich an den NHL-Club verliehen, der die meisten Punkte in der Regular Season erreicht hat. Die Trophäe ist mit 350.000 US-Dollar dotiert, die zwischen Team und Spielern aufgeteilt werden.
Rekordhalter sind die Detroit Red Wings mit sechs Trophäen.

## Gewinner der Presidents’ Trophy
| Jahr | Team                  | Punkte                |
| ---- | --------------------- | --------------------- |
| 2025 | Winnipeg Jets         | 116                   |
| 2024 | New York Rangers      | 114                   |
| 2023 | Boston Bruins         | 135                   |
| 2022 | Florida Panthers      | 122                   |
| 2021 | Colorado Avalanche    | 82**                  |
| 2020 | Boston Bruins         | 100                   |
| 2019 | Tampa Bay Lightning   | 128                   |
| 2018 | Nashville Predators   | 117                   |
| 2017 | Washington Capitals   | 118                   |
| 2016 | Washington Capitals   | 120                   |
| 2015 | New York Rangers      | 113                   |
| 2014 | Boston Bruins         | 117                   |
| 2013 | Chicago Blackhawks    | 77*                   |
| 2012 | Vancouver Canucks     | 111                   |
| 2011 | Vancouver Canucks     | 117                   |
| 2010 | Washington Capitals   | 121                   |
| 2009 | San Jose Sharks       | 117                   |
| 2008 | Detroit Red Wings     | 115                   |
| 2007 | Buffalo Sabres        | 113                   |
| 2006 | Detroit Red Wings     | 124                   |
| 2005 | Saison wurde abgesagt | Saison wurde abgesagt |
| 2004 | Detroit Red Wings     | 109                   |
| 2003 | Ottawa Senators       | 113                   |
| 2002 | Detroit Red Wings     | 116                   |
| 2001 | Colorado Avalanche    | 118                   |
| 2000 | St. Louis Blues       | 114                   |
| 1999 | Dallas Stars          | 114                   |
| 1998 | Dallas Stars          | 109                   |
| 1997 | Colorado Avalanche    | 107                   |
| 1996 | Detroit Red Wings     | 131                   |
| 1995 | Detroit Red Wings     | 70*                   |
| 1994 | New York Rangers      | 112                   |
| 1993 | Pittsburgh Penguins   | 119                   |
| 1992 | New York Rangers      | 105                   |
| 1991 | Chicago Blackhawks    | 106                   |
| 1990 | Boston Bruins         | 101                   |
| 1989 | Calgary Flames        | 117                   |
| 1988 | Calgary Flames        | 105                   |
| 1987 | Edmonton Oilers       | 106                   |
| 1986 | Edmonton Oilers       | 119                   |

*In der Saison 1994/95 und der Saison 2012/13 wurden aufgrund eines Lockouts nur 48 statt 82 Ligaspiele bestritten.
**In der Saison 2020/21 wurden aufgrund der COVID-19-Pandemie nur 56 statt 82 Ligaspiele bestritten.

## Statistik
| Platz | Verein              | Anzahl |
| ----- | ------------------- | ------ |
| 1.    | Detroit Red Wings   | 6      |
| 2.    | Boston Bruins       | 4      |
|       | New York Rangers    | 4      |
| 4.    | Washington Capitals | 3      |
|       | Colorado Avalanche  | 3      |
| 6.    | Calgary Flames      | 2      |
|       | Chicago Blackhawks  | 2      |
|       | Dallas Stars        | 2      |
|       | Edmonton Oilers     | 2      |
|       | Vancouver Canucks   | 2      |
| 11.   | Buffalo Sabres      | 1      |
|       | Florida Panthers    | 1      |
|       | Nashville Predators | 1      |
|       | Ottawa Senators     | 1      |
|       | Pittsburgh Penguins | 1      |
|       | San Jose Sharks     | 1      |
|       | St. Louis Blues     | 1      |
|       | Tampa Bay Lightning | 1      |